# Husum danske kirke
 Denne artikel omhandler den danske kirke i Husum (Slesvig). Opslagsordet har også en anden betydning, se Husum Kirke.
Husum danske kirke er sognekirke for den danske menighed i Husum i Nordfrisland i det vestlige Sydslesvig. Menigheden hører under Dansk Kirke i Sydslesvig.
Den tårnløse kirke blev opført i 1991. Indtil da benyttede den danske menighed klosterkirken i Gæstehuset Sankt Jørgen i Østerende. Den ottekantede bygning med sortglaseret sadeltag og de runde vinduer (koøjer) er tænkt som et skib. Kirkeklokken er anbragt i en klokkestabel i kirkens vestgavl. Et mosaikbillede over indgangsdøren viser Kristusskikkelsen fra den store Jellingsten. 
Bygningen og dens inventar er tegnet af arkitekt Alan Havsteen-Mikkelsen. Fløjaltertavlen med motivet af Jesus på Genesaret sø er malet af den færøske maler Zacharias Heinesen. I 1993 skænkede dronning Ingrid kirken et krucifiks af billedkunstneren Sven Havsteen-Mikkelsen. Kirken ejer også et kirkeskib, som er en model af Skoleskibet Danmark. Den danske kirke er beliggende i Klaus Groth Gade ved siden af den danske skole.

## Eksterne links
- Menighedens hjemmeside Arkiveret 26. juni 2020 hos  Wayback Machine